# Angelcorpse
Angelcorpse est un groupe de blackened death metal américain, originaire de Kansas City, dans le Missouri.

## Biographie
Le groupe naît des cendres de l'ancien groupe de Pete Helmkamp, Order from Chaos, à l'origine de Kansas City, dans le Missouri, puis délocalisé à Tampa, en Floride. Il est formé en 1995, composé de Helmkamp, du guitariste Gene Palubicki et du batteur John Longstreth, et enregistre une démo, Goats to Azazael, qui mène à un contrat avec le label Osmose Productions
Le premier album du groupe, Hammer of Gods, est publié en 1996, après lequel le guitariste Bill Taylor est recruté, jouant sur leur deuxième album, Exterminate (1998). Le batteur Tony Laureano se joint peu après sa sortie, mais Taylor quitte le groupe. Son troisième album, The Inexorable, est publié fin 1999, après lequel Taylor est recruté. En tournée avec Immortal, Satyricon et Krisiun, en soutien à The Inexorable, le groupe subit un accident avec son bus de tournée, dans lequel Helmkamp se retrouve blessé. Sur cette même tournée, la compagne de Helmkamp est poignardée, après quoi ce dernier décide de quitter le groupe. Le reste des membres décident de continuer avant de se séparer.
En 2006, le groupe se réunit et enregistre un nouvel album, of Lucifer and Lightning. Helmkamp explique sur cette réunion : « c'est comme si les planètes s'étaient de nouveaux alignées. »
Les thèmes lyriques concernent généralement les guerres. Le groupe s'implique dans nombre de concerts américains et européens aux côtés de groupes comme Immortal, Krisiun, Cianide, et Watain. Une tournée sur la côte est se termine en 2007. En 2008, le groupe embarque pour une grande tournée européenne avec Revenge et Arkhon Infaustus ; cette tournée comprend une performance à l'United Metal Maniacs Open Air Festival de Bitterfeld, en Allemagne. De retour aux États-Unis, il tourne sur la côte ouest avec Cemetery Urn, Sanguis Imperum, Gospel of the Horns et Ares Kingdom. Le 7 avril 2009, les membres annoncent une nouvelle séparation, pour cause de « divergences musicales ». Helmkamp explique que le groupe se nourrissait de « problèmes constants, de camaraderie, et d'une volonté de fer fraternelle qui créaient du sang, de la sueur, et le blasphème dans notre musique et nos paroles. »
Le groupe revient en 2015. En 2017, le groupe tourne à Lima, au Pérou.

## Membres
- Pete Helmkamp - basse, chant (1995-2000, 2006-2009, depuis 2015)
- Gene Palubicki - guitare (1995-2000, 2006-2009, depuis 2015)
- Andrea Janko - batterie (depuis 2016)

## Discographie
- 1996 : Hammer of Gods
- 1997 : Nuclear Hell (EP)
- 1997 : Wolflust (single)
- 1998 : Exterminate
- 1999 : Winds of Desecration (EP, split avec Martire)
- 1999 : The Inexorable
- 2000 : Iron, Blood and Blasphemy (compilation)
- 2002 : Death Dragons of the Apocalypse (album live)
- 2006 : of Lucifer and Lightning